# Antonio Maria Cagiano de Azevedo
Pour les articles homonymes, voir Azevedo.
Antonio Maria Cagiano de Azevedo (né le 14 décembre 1797 à Santopadre dans le Latium, et mort le 13 janvier 1867 à Rome) est un cardinal italien du XIXe siècle. Il est l'oncle du cardinal Ottavio Cagiano de Azevedo (1905).

## Biographie
Azevedo exerce diverses fonctions au sein de la curie romaine, notamment comme auditeur général de la chambre apostolique.
Le pape Grégoire XVI le crée cardinal lors du consistoire du 22 janvier 1844. Il participe au conclave de 1846, lors duquel Pie IX est élu pape. Le cardinal Cagiano est préfet de la Congrégation du Concile de 1853 à 1860 et camerlingue du Collège des cardinaux en 1855 et 1856.

## Succession apostolique
Antonio Maria Cagiano de Azevedo a ordonné les évêques suivants :
- Archevêque Luigi Filippi (it), O.F.M.Ref. (1853)
- Évêque Vincenzo Ciccolo Rinaldi (it) (1853)
- Évêque Luigi Laterza (it) (1853)
- Évêque Emidio Foschini (1853)
- Évêque Vincenzo Materozzi (1853)
- Évêque Mario Melini (1853)
- Évêque Francesco Giampaolo (1855)
- Évêque Giuseppe Formisano (it) (1855)
- Archevêque Mariano Ricciardi (it) (1855)
- Évêque Fortunato Maurizi (1858)
- Évêque Clemente Pagliaro (1858)
- Évêque Jean-Pierre Sola (1858)
- Évêque Domenico Fanelli (it) (1858)
- Évêque Carmelo Valenti (it), C.SS.R. (1858)
- Archevêque Benedetto D'Acquisto (it), O.F.M.Ref. (1859)
- Archevêque Valerio Laspro (it) (1860)
- Évêque Luigi Mariotti (it) (1860)
- Évêque Alessandro Paolo Spoglia (1860)
- Évêque Sebastijan Francović, O.F.M.Obs. (1861)
- Évêque Bernardino Trionfetti (de), O.F.M.Obs. (1862)
- Archevêque Antonio Maria Pettinari, O.F.M.Obs. (1864)
- Évêque Francesco Andreoli (1864)